# آن إيستر سميث
آن إيستر سميث (بالإنجليزية: Anne Easter Smith)‏ (1952)؛ كاتِبة ومؤلِّفة وروائية أمريكية.